# Jacqueline Oyex
 (janvier 2012).
Jacqueline Oyex, née en 1931 à Lausanne et morte à Corbeyrier le 3 juin 2006, est une peintre et graveur suisse, pouvant être rattachée à l’expressionnisme.

## Biographie
Née à Lausanne en 1931 d’une famille aisée, Jacqueline Oyex accomplit ses études à l’École des beaux-arts de Lausanne. Introvertie, hypersensible, elle est considérée par ses professeurs, notamment le peintre Marcel Poncet, comme une élève talentueuse et très indépendante.[réf. nécessaire] Après un séjour d’une année à Paris en 1954-55, elle s’établit définitivement à Lausanne. En 1965, elle rejoint le groupe des graveurs de L’Épreuve, fondé par Albert-Edgar Yersin et Pietro Sarto. En 1957, le sculpteur suisse Casimir Reymond l’accueille dans son atelier à Lutry. Elle lui voue un amour exalté et platonique, qui ne fera que s’intensifier après son décès en 1969, auquel elle ne veut pas croire.[réf. nécessaire] Sujette à des crises de dépression, elle est hospitalisée en 1982, et, à partir de 1984, placée dans un home médicalisé jusqu’à sa mort en 2006. C’est par son œuvre gravé surtout que Jacqueline Oyex s’est fait connaître, compositions oniriques, angoissées, peuplées de visages hiératiques qui fixent le spectateur, silhouettés par une ligne extraordinairement concise. Ses peintures, d’une matière épaisse et tourmentée, dénotent l’influence de Chaïm Soutine.[réf. nécessaire]

## Expositions
- 1992 : Musée Jenisch, Vevey.
- 2011 : Musée de Pully (rétrospective)